# 李蘭 (清朝)
李兰，字汀倩，直隶乐亭县人，清朝政治人物。

## 生平
康熙五十六年（1717年）丁酉科順天鄉試解元。康熙五十七年戊戌科（1718年），登戊戌科進士。选庶吉士，散館授翰林院检讨。历江西按察使，江西、安徽布政使。